# سنجد تلخ
سنجد تلخ، کام، کهام (نام علمی: Hippophae rhamnoides) نام یک گونه از سرده سنجد تلخ است.
خصوصیات گیاهشناسی:
گیاه "سنجد تلخ" درختچه ای خاردار و به ارتفاع یک تا سه متر که به حالت وحشی و به صورت انبوه در زمین های آهکی می روید و از ریشه آن پاجوش های زیادی خارج می شود. برگ های آن باریک، دراز، نوک تیز و به طول پنج تا شش سانتیمتر می رسد. فاقد دندانه بوده ولی دمبرگ بسیار کوتاهی دارد. سطح فوقانی برگ، سبز خاکستری و سطح تحتانی آن نقره ای پوشیده از فلس مایل به خرمایی است. گل در اواخر بهار ظاهر می شود و رنگ آن مایل به سبز است و دو نوع نر و ماده دارد. میوه کوچک کروی تا بیضوی و به رنگ زرد مایل به نارنجی با طعم ترش است۰